# Jovkovo
Jovkovo (Bulgaars: Йовково) is een dorp in Bulgarije. Het dorp is gelegen in de gemeente General Tosjevo in de oblast  Dobritsj en telde op 31 december 2019 zo’n 256 inwoners. Tot 1942 heette het dorp Tsjifoet Kjoesoe (Bulgaars: Чифут Куюсу; Turks: Çıfıt Kuyusu); deze naam werd omgedoopt tot Jordan Jovkovo (Йордан Йовково), om in 1949 veranderd te worden in de huidige naam Jovkovo.

## Ligging
Het dorp Jovkovo ligt ongeveer 38 km ten noorden van Dobritsj en 1 km van de Bulgaars-Roemeense grens. De afstand tot het naburige dorp aan de Roemeense kant, Negru Vodă, is ongeveer 8 km. 

## Bevolking
Op 31 december 2019 telde het dorp 256 inwoners, een daling vergeleken met het maximum 782 personen in 1985. In de periode 1985-1989 vertrokken veel inwoners naar Turkije, als gevolg van de bulgariseringscampagnes van het communistisch regime, waarbij het Bulgaarse Turken verboden werd om hun moedertaal te spreken en hun religie vrij uit te oefenen.
| Bevolkingsontwikkeling tussen 1934 en 2019          |
| --------------------------------------------------- |
|                                                     |
| Bron: Nationaal Statistisch Instituut van Bulgarije |

In het dorp wonen voornamelijk etnische Turken en Tataren. In de optionele volkstelling van 2011 identificeerden 234 van de 292 respondenten zichzelf als etnische Turken, oftewel 80,1%. Het overige deel van de bevolking bestaat vooral uit etnische Bulgaren en 'overigen', waaronder vooral Tataren.
| Etnische samenstelling van de respondenten (2011) | Etnische samenstelling van de respondenten (2011) | Etnische samenstelling van de respondenten (2011) | Etnische samenstelling van de respondenten (2011) | Etnische samenstelling van de respondenten (2011) |
| ------------------------------------------------- | ------------------------------------------------- | ------------------------------------------------- | ------------------------------------------------- | ------------------------------------------------- |
|                                                   |                                                   |                                                   |                                                   |                                                   |
| Bulgaren                                          | Bulgaren                                          |                                                   | 6,8%                                              | 6,8%                                              |
| Turken                                            | Turken                                            |                                                   | 80,1%                                             | 80,1%                                             |
| Roma                                              | Roma                                              |                                                   | 0,0%                                              | 0,0%                                              |
| Anders/Onbekend                                   | Anders/Onbekend                                   |                                                   | 13,1%                                             | 13,1%                                             |